# Campeonato Paraguaio de Futebol de 1961
O Campeonato Paraguaio de Futebol de 1961 foi o quinquagésimo primeiro torneio desta competição. Participaram onze equipes. O General Caballero Sport Club foi rebaixado. O campeão do torneio representaria o Paraguai na Copa Libertadores da América de 1962
| Equipe                    | Cidade      | Departamento     | No ano anterior                                                      | Estádio            | Capacidade | Títulos                                | Participações |
| ------------------------- | ----------- | ---------------- | -------------------------------------------------------------------- | ------------------ | ---------- | -------------------------------------- | ------------- |
| Club Cerro Porteño        | Assunção    | Distrito Capital | Vice Campeão                                                         | --                 | --         | 11 (último em 1954)                    | 45            |
| Club Guaraní              | Assunção    | Distrito Capital | Décimo Lugar                                                         | --                 | --         | 5 (1906,1907, 1921, 1923, 1949 )       | 50            |
| Club Nacional             | Assunção    | Distrito Capital | Quarto Lugar                                                         | --                 | --         | 6 (1909, 1911, 1924, 1926, 1942, 1946) | 51            |
| Club Olimpia              | Assunção    | Distrito Capital | Campeão                                                              | --                 | --         | 18 (último em 1960)                    | 51            |
| Sol de América            | Assunção    | Distrito Capital | Quinto Lugar                                                         | --                 | --         | 0 (não possui)                         | 48            |
| Club Libertad             | Assunção    | Distrito Capital | Sexto Lugar                                                          | --                 | --         | 6 (1910, 1920, 1930,1943, 1945, 1955 ) | 47            |
| Club Sportivo Luqueño     | Luque       | Central          | Terceiro Lugar                                                       | --                 | --         | 2 (1951,1953)                          | 32            |
| Club River Plate          | Assunção    | Distrito Capital | Nono Lugar                                                           | --                 | --         | 0 (não possui)                         | 43            |
| Club Presidente Hayes     | Assunção    | Distrito Capital | align="center"                                                       | align="center"\|-- | --         | 1 (1952)                               | 37            |
| Club Atlético Tembetary   | Ypané       | Central          | Sétimo Lugar                                                         | --                 | --         | 0 (não possui)                         | 2             |
| Club Sportivo San Lorenzo | San Lorenzo | Central          | Campeão do Campeonato Paraguaio de Futebol de 1960 - Segunda Divisão | --                 | --         | 0 (não possui)                         | 6             |

## Premiação
| Campeonato Paraguaio 1961 Primeira Divisão |
| Assunção                                   |
| ------------------------------------------ |
| Club Cerro Porteño Campeão (12º título)    |